# Melukote, Pandavapura
Melukote là một làng thuộc tehsil Pandavapura, huyện Mandya, bang Karnataka, Ấn Độ.